# Amphipholis erecta
Amphipholis erecta är en ormstjärneart som först beskrevs av Jean Baptiste François René Koehler 1914.  Amphipholis erecta ingår i släktet Amphipholis och familjen trådormstjärnor. Inga underarter finns listade i Catalogue of Life.